# Benny Wenda
Benny Wenda, né le 17 août 1974 dans la vallée de Baliem, est un activiste papou, président de 2017 à 2023 du Mouvement uni pour la libération de la Papouasie occidentale qui mène campagne pour une indépendance pacifique de la Papouasie occidentale vis-à-vis de l'Indonésie. Reconnu comme prisonnier politique, il vit en exil au Royaume-Uni.

## Biographie

### Jeunesse
Issu du peuple lani (en), il grandit dans un village des Hautes Terres de Nouvelle-Guinée occidentale, sa famille pratiquant une agriculture de subsistance. La Nouvelle-Guinée occidentale, ancienne Nouvelle-Guinée néerlandaise, est annexée par l'Indonésie en 1962, par la force des armes et sans consultation de la population autochtone papoue. L'Organisation pour une Papouasie libre déclenche un conflit séparatiste armé au début des années 1970, auquel l'Indonésie répond par le déploiement de forces armées et par une intense répression. Dans le cadre de ce conflit en Papouasie occidentale, les forces armées indonésiennes se livrent durant des décennies et en toute impunité à des massacres, des viols et de nombreuses autres atrocités,,,,.
En 1977, les soldats indonésiens atteignent le village où vit Benny Wenda, et soumet la population à un régime de contrôles quotidiens de leur identité et de leurs mouvements. Selon Benny Wenda, les soldats réduisent de fait les femmes du village en esclavage, les contraignant à les nourrir et à laver leur linge, et soumettant certaines d'entre elles à des viols répétés et à des actes de mutilation génitale. Trois des tantes de Benny Wenda en meurent. Après quelques mois, les Lani se rebellent. Les forces indonésiennes bombardent et détruisent leurs villages. Grièvement blessé à la jambe lors de ce bombardement, le jeune garçon est emmené dans la jungle par sa famille avec les autres villageois, et souffrira dès lors d'un boitement prononcé. Durant cinq ans, les villageois subsistent dans la jungle. Des soldats indonésiens tuent sa cousine âgée de deux ans, et violent sa tante, qui en mourra. Sa grand-mère meurt des difficultés de la vie en milieu sauvage. Pour le bien du garçon et de ses frères et sœurs, la famille se rend finalement aux autorités indonésiennes.
Le garçon est scolarisé dans le système éducatif indonésien, qui vise à imposer aux Papous une identité et un mode de vie indonésiens. À l'instar des autres élèves papous, il subit les brimades d'enseignants et d'élèves indonésiens qui qualifient les Papous d'êtres primitifs, sales et attardés. Il étudie à l'université Cenderawasih à Jayapura, et discute avec d'autres étudiants papous des discriminations à leur encontre, tentant de s'intéresser à l'histoire de la Papouasie malgré l'absence de textes accessibles à ce sujet.

### Engagement politique

#### Premiers engagements et exil
La chute de la dictature militaire du président indonésien Soeharto en 1998, suivie du référendum d'autodétermination du Timor oriental en 1999, crée une lueur d'espoir pour le mouvement indépendantiste papou. Des manifestations ont lieu en Nouvelle-Guinée occidentale ; des activistes organisent des cérémonies de lever du drapeau de l'Étoile du matin. Durant le « Printemps papou » de 1999 à 2001, le président indonésien Abdurrahman Wahid accepte de discuter avec des nationalistes papous. Benny Wenda s'engage, devenant membre puis secrétaire général du mouvement Demmak, créé par les anciens des peuples koteka (en) des Hautes Terres pour promouvoir leurs cultures tribales autochtones et pour soutenir l'indépendance de la Papouasie occidentale.
La nouvelle présidente indonésienne Megawati Sukarnoputri en 2001 reprend la campagne de répression contre les indépendantistes papous. Le 6 juin 2002, Benny Wenda est arrêté et emprisonné. Maintenu à l'isolement, torturé, il est détenu plusieurs mois sans être informé de quelque accusation à son encontre. Il s'échappe de prison le 27 octobre et, aidé par d'autres activistes, il parvient à traverser la frontière entre l'Indonésie et la Papouasie-Nouvelle-Guinée, se réfugiant dans cette dernière. De là, il se rend au Royaume-Uni, où son épouse et lui obtiennent l'asile politique en 2003. Le gouvernement indonésien lancera en 2011 une notice rouge via Interpol pour obtenir son arrestation et son extradition, jusqu'à ce qu'Interpol en 2012 annule la notice, reconnaissant que l'Indonésie souhaite l'arrestation de l'activiste pour des raisons « politiques ».

#### Porte-parole des indépendantistes papous

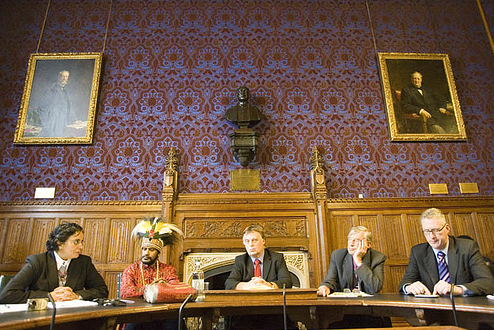
Benny Wenda au lancement du mouvement des Parlementaires internationaux pour la Papouasie occidentale, au Parlement du Royaume-Uni en octobre 2008.

En 2004, il co-fonde la Campagne pour la libération de la Papouasie occidentale (Free West Papua Campaign) et devient son porte-parole. En 2005, il est accueilli et entendu aux Nations unies par le Groupe de travail sur les populations autochtones (en). En 2008 il co-fonde l'association des Parlementaires internationaux pour la Papouasie occidentale, qui rassemble notamment des parlementaires britanniques, papou-néo-guinéens et vanuatais qui soutiennent le droit de la population de Papouasie occidentale à l'autodétermination. En 2010 il est reçu par Abdoulaye Wade, le président du Sénégal, qui lui exprime son soutien. En 2014, lorsque le Mouvement uni pour la libération de la Papouasie occidentale est fondé pour fédérer les divers mouvements indépendantistes papous, il en devient le porte-parole. Cette même année il est nommé (sans succès) pour le prix Nobel de la Paix par l'ancien Premier ministre vanuatais Maxime Carlot Korman et par l'évêque d'Oxford John Pritchard, entre autres.
En septembre 2017, Benny Wenda présente une pétition au Comité spécial de la décolonisation des Nations unies, demandant la tenue d'un référendum d'indépendance en Nouvelle-Guinée occidentale sous supervision de l'ONU. Le Comité refuse la pétition, arguant qu'il ne peut se pencher que sur les territoires définis comme « non-autonomes » par l'Assemblée générale des Nations unies, et qu'il ne remettra pas en cause la souveraineté ni l'intégrité territoriale de l'Indonésie. En décembre, il est élu président du Mouvement uni pour la libération de la Papouasie occidentale.
En juillet 2019, la ville d'Oxford l'honore des clés de la ville, ce qui provoque la colère du gouvernement indonésien.

#### Années 2020: chef de gouvernement en exil
Le 1er décembre 2020, le Mouvement uni pour la libération de la Papouasie occidentale adopte une « Constitution provisoire » pour la « future République de Papouasie occidentale » et fait de Benny Wenda le président d'un « gouvernement provisoire » du pays. Le gouvernement sera constitué durant les premiers mois de l'année 2021 et visera à obtenir un référendum d'indépendance, à la suite duquel il souhaite organiser des élections pour faire du pays « le premier État vert au monde et un modèle de droits de l'homme - à l'opposé des décennies de colonisation indonésienne sanglantes ». Le gouvernement indonésien déclare « illégitime » ce début de gouvernement papou,.
En novembre 2021 à la COP 26 à Glasgow, Benny Wenda annonce sa « vision pour un État vert », s'engageant à ce que l'indépendance de son pays signifie l'adoption d'une loi contre l'écocide, qui s'imposerait à toutes les entreprises opérant en Papouasie occidentale. Il exprime sa volonté d'atteindre « une Papouasie occidentale libre du colonialisme indonésien génocidaire et écocidaire ».
En février 2023, Benny Wenda est reçu à Nadi par le Premier ministre des Fidji, Sitiveni Rabuka. Ce dernier exprime publiquement son soutien à la candidature du Mouvement uni pour la libération de la Papouasie occidentale qui souhaite devenir membre à part entière du Groupe Fer de lance mélanésien. Le gouvernement indonésien proteste formellement contre cette rencontre, qui marque une rupture avec la position du gouvernement fidjien précédent dirigé par Frank Bainimarama de 2006 à 2022.
Fin août 2023, lors d'un congrès du Mouvement à Port-Vila, Benny Wenda en démissionne de la présidence. Il la cède à Menase Tabuni afin que le Mouvement puisse être présidé par une personne vivant en Mélanésie. Benny Wenda en demeure le porte-parole en matière de relations internationales. En novembre, toutefois, le premier congrès du mouvement, rassemblant quelque 5 000 Papous à Jayapura, le rétablit comme président du mouvement et comme président du gouvernement provisoire, avec Edison Waromi comme Premier ministre,.